# Albumy numer jeden w roku 1953 (USA)
Lista najlepiej sprzedających się albumów w Stanach Zjednoczonych w 1953 tworzona przez magazyn Billboard.

## Historia notowania
| Data publikacji | Album                                           | Artysta        |
| --------------- | ----------------------------------------------- | -------------- |
| 3 stycznia      | 1937–1938 Jazz Concerto No. 2                   | Benny Goodman  |
| 10 stycznia     | 1937–1938 Jazz Concerto No. 2                   | Benny Goodman  |
| 17 stycznia     | 1937–1938 Jazz Concerto No. 2                   | Benny Goodman  |
| 24 stycznia     | 1937–1938 Jazz Concerto No. 2                   | Benny Goodman  |
| 31 stycznia     | 1937–1938 Jazz Concerto No. 2                   | Benny Goodman  |
| 7 lutego        | 1937–1938 Jazz Concerto No. 2                   | Benny Goodman  |
| 14 lutego       | Hans Christian Andersen                         | Danny Kaye     |
| 21 lutego       | Hans Christian Andersen                         | Danny Kaye     |
| 28 lutego       | Hans Christian Andersen                         | Danny Kaye     |
| 7 marca         | Hans Christian Andersen                         | Danny Kaye     |
| 14 marca        | Hans Christian Andersen                         | Danny Kaye     |
| 21 marca        | Hans Christian Andersen                         | Danny Kaye     |
| 28 marca        | Hans Christian Andersen                         | Danny Kaye     |
| 4 kwietnia      | Hans Christian Andersen                         | Danny Kaye     |
| 11 kwietnia     | Hans Christian Andersen                         | Danny Kaye     |
| 18 kwietnia     | Hans Christian Andersen                         | Danny Kaye     |
| 25 kwietnia     | Hans Christian Andersen                         | Danny Kaye     |
| 2 maja          | Hans Christian Andersen                         | Danny Kaye     |
| 9 maja          | Hans Christian Andersen                         | Danny Kaye     |
| 16 maja         | Hans Christian Andersen                         | Danny Kaye     |
| 23 maja         | Hans Christian Andersen                         | Danny Kaye     |
| 30 maja         | Music for Lovers Only                           | Jackie Gleason |
| 6 czerwca       | The Music of Victor Herbert and Sigmund Romberg | Mantovani      |
| 13 czerwca      | Music for Lovers Only                           | Jackie Gleason |
| 20 czerwca      | Hans Christian Andersen                         | Danny Kaye     |
| 27 czerwca      | Hans Christian Andersen                         | Danny Kaye     |
| 4 lipca         | Music for Lovers Only                           | Jackie Gleason |
| 11 lipca        | Music for Lovers Only                           | Jackie Gleason |
| 18 lipca        | Music for Lovers Only                           | Jackie Gleason |
| 25 lipca        | Music for Lovers Only                           | Jackie Gleason |
| 1 sierpnia      | Music for Lovers Only                           | Jackie Gleason |
| 8 sierpnia      | Music for Lovers Only                           | Jackie Gleason |
| 15 sierpnia     | Music for Lovers Only                           | Jackie Gleason |
| 22 sierpnia     | Music for Lovers Only                           | Jackie Gleason |
| 29 sierpnia     | Music for Lovers Only                           | Jackie Gleason |
| 5 września      | Music for Lovers Only                           | Jackie Gleason |
| 12 września     | Music for Lovers Only                           | Jackie Gleason |
| 19 września     | Music for Lovers Only                           | Jackie Gleason |
| 26 września     | Music for Lovers Only                           | Jackie Gleason |
| 3 października  | Music for Lovers Only                           | Jackie Gleason |
| 10 października | Music for Lovers Only                           | Jackie Gleason |
| 17 października | Music for Lovers Only                           | Jackie Gleason |
| 24 października | Music for Lovers Only                           | Jackie Gleason |
| 31 października | Music for Lovers Only                           | Jackie Gleason |
| 7 listopada     | Music for Lovers Only                           | Jackie Gleason |
| 14 listopada    | Music for Lovers Only                           | Jackie Gleason |
| 21 listopada    | Music for Lovers Only                           | Jackie Gleason |
| 28 listopada    | Music for Lovers Only                           | Jackie Gleason |
| 5 grudnia       | Music for Lovers Only                           | Jackie Gleason |
| 12 grudnia      | Music for Lovers Only                           | Jackie Gleason |
| 19 grudnia      | Music for Lovers Only                           | Jackie Gleason |
| 26 grudnia      | Christmas with Arthur Godfrey                   | Arthur Godfrey |